# Società Sportiva Cosmos
La Società Sportiva Cosmos, meglio nota come Cosmos, è una società calcistica sammarinese che ha sede nel castello di Serravalle.
Fondato nel 1979, prende il nome dalla squadra di New York in cui ha giocato Pelé, i New York Cosmos. Anche i colori sociali, il giallo e il verde, sono un omaggio al campione brasiliano dal momento che sono i medesimi utilizzati dai Cosmos newyorkesi e dalla nazionale brasiliana.

## Palmarès

### Competizioni nazionali
- Campionato sammarinese: 1

2000-2001
- Coppa Titano: 4

1980, 1981, 1995, 1999
- Trofeo Federale: 3

1995, 1998, 1999

### Altri piazzamenti
- Campionato Sammarinese

Secondo posto: 1989-1990, 1995-1996
- Coppa Titano

Semifinalista: 2008-2009, 2012-2013, 2013-2014
- Supercoppa Sammarinese/Trofeo Federale

Semifinalista: 1996, 2002

## Statistiche e record

### Partecipazioni ai tornei internazionali
| Categoria  | Partecipazioni | Debutto   | Ultima stagione |
| ---------- | -------------- | --------- | --------------- |
| Coppa UEFA | 1              | 2001-2002 | 2001-2002       |

#### Risultati nei tornei internazionali
| Stagione | Torneo     | Turno             | Club         | Andata | Ritorno | Totale |
| -------- | ---------- | ----------------- | ------------ | ------ | ------- | ------ |
| 2001-02  | Coppa UEFA | Turno preliminare | Rapid Vienna | 0-1    | 0-2     | 0-3    |

### Statistiche nelle competizioni UEFA
Tabella aggiornata alla fine della stagione 2024-2025.
| Competizione           | Partecipazioni | G | V | N | P | RF | RS |
| ---------------------- | -------------- | - | - | - | - | -- | -- |
| Coppa UEFA             | 1              | 2 | 0 | 0 | 2 | 0  | 3  |
| UEFA Conference League | 1              | 2 | 0 | 1 | 1 | 1  | 2  |